# Alstroemeria orchidioides
Alstroemeria orchidioides är en alströmeriaväxtart som beskrevs av Meerow, Tombolato och Friedrich Karl Meyer. Alstroemeria orchidioides ingår i släktet alströmerior, och familjen alströmeriaväxter. Inga underarter finns listade i Catalogue of Life.